# Basketball-Bundesliga 1984-1985
La Basketball-Bundesliga 1984-1985 è stata la 19ª edizione del massimo campionato tedesco occidentale di pallacanestro maschile. La vittoria finale è stata ad appannaggio del TSV Bayer 04 Leverkusen.

## Risultati

### Stagione regolare
|     | Squadra                 | G  | V  | P  | PF   | PS   | Pt. | Qualificazione                         |
| --- | ----------------------- | -- | -- | -- | ---- | ---- | --- | -------------------------------------- |
| 1.  | BSC Saturn Colonia      | 18 | 17 | 1  | 1637 | 1281 | 34  | gironi finali                          |
| 2.  | ASC 1846 Gottinga       | 18 | 16 | 2  | 1579 | 1289 | 32  | gironi finali                          |
| 3.  | SSV Hagen               | 18 | 12 | 6  | 1387 | 1329 | 24  | gironi finali                          |
| 4.  | DTV Charlottenburg      | 18 | 11 | 7  | 1484 | 1418 | 22  | gironi finali                          |
| 5.  | TSV Bayer 04 Leverkusen | 18 | 10 | 8  | 1418 | 1379 | 20  | gironi finali                          |
| 6.  | MTV 1846 Gießen         | 18 | 8  | 10 | 1302 | 1431 | 16  | gironi finali                          |
| 7.  | Giants Osnabrück        | 18 | 6  | 12 | 1363 | 1484 | 12  | gironi finali                          |
| 8.  | 1. FC 01 Bamberg        | 18 | 5  | 13 | 1365 | 1540 | 10  | gironi finali                          |
| 9.  | USC Heidelberg          | 18 | 5  | 13 | 1371 | 1500 | 10  | retrocesse in 2. Basketball-Bundesliga |
| 10. | ATV 77 Düsseldorf       | 18 | 0  | 18 | 1318 | 1573 | 0   | retrocesse in 2. Basketball-Bundesliga |

### Gironi finali

#### Gruppe A
|    | Squadra                 | G  | V  | P  | PF   | PS   | Pt. | Qualificazione |
| -- | ----------------------- | -- | -- | -- | ---- | ---- | --- | -------------- |
| 1. | BSC Saturn Colonia      | 24 | 20 | 4  | 2017 | 1658 | 40  | playoffs       |
| 2. | TSV Bayer 04 Leverkusen | 24 | 15 | 9  | 1924 | 1796 | 30  | playoffs       |
| 3. | SSV Hagen               | 24 | 15 | 9  | 1663 | 1605 | 30  |                |
| 4. | Giants Osnabrück        | 24 | 7  | 17 | 1708 | 1921 | 14  |                |

#### Gruppe B
|    | Squadra            | G  | V  | P  | PF   | PS   | Pt. | Qualificazione |
| -- | ------------------ | -- | -- | -- | ---- | ---- | --- | -------------- |
| 1. | ASC 1846 Gottinga  | 24 | 21 | 3  | 2109 | 1753 | 42  | playoffs       |
| 2. | DTV Charlottenburg | 24 | 16 | 8  | 2001 | 1889 | 32  | playoffs       |
| 3. | MTV 1846 Gießen    | 24 | 8  | 16 | 1756 | 1950 | 16  |                |
| 4. | 1. FC 01 Bamberg   | 24 | 7  | 17 | 1830 | 2052 | 14  |                |

## Playoff
|  | Semifinali | Semifinali         | Semifinali       |                  |                    | Finale             | Finale | Finale |  |
|  |            |                    |                  |                  |                    |                    |        |        |  |
|  | A1         | Saturn Colonia     | 0                |                  |                    |                    |        |        |  |
|  | A1         | Saturn Colonia     | 0                |                  |                    |                    |        |        |  |
|  | B2         | DBV Charlottenburg | 2                |                  |                    |                    |        |        |  |
|  | B2         | DBV Charlottenburg | 2                |                  | DBV Charlottenburg | DBV Charlottenburg | 0      |        |  |
|  |            |                    |                  |                  | DBV Charlottenburg | DBV Charlottenburg | 0      |        |  |
|  |            |                    | Bayer Leverkusen | Bayer Leverkusen | 2                  |                    |        |        |  |
|  | B1         | Gottinga 1846      | Bayer Leverkusen | Bayer Leverkusen | 2                  | 1                  |        |        |  |
|  | B1         | Gottinga 1846      |                  |                  |                    |                    |        |        |  |
|  | A2         | Bayer Leverkusen   | 2                |                  |                    |                    |        |        |  |

| Basketball-Bundesliga 1984-1985   |
| --------------------------------- |
| TSV Bayer 04 Leverkusen 6º titolo |